# 재러드 탤런트
재러드 탤런트(영어: Jared Tallent, 1984년 10월 27일~)는 오스트레일리아의 육상 선수, 지도자로 주 종목은 경보이다. 2012년 하계 올림픽 남자 경보 50km 부문에서 획득한 금메달을 포함하여 올림픽 메달 4개를 획득했고 세계 육상 선수권 대회 50km 경보에서 은메달 3개를 획득했다. 현재 남자 50km 경보 올림픽 기록을 보유하고 있다.
아내인 클레어 우드와 여동생인 레이철 탤런트도 오스트레일리아 경보 국가대표 선수이다.